# Oxydia gastropachata
Oxydia gastropachata är en fjärilsart som beskrevs av Achille Guenée 1858. Oxydia gastropachata ingår i släktet Oxydia och familjen mätare. Inga underarter finns listade i Catalogue of Life.